# Qutb-ud-din Mubarak Shah
Qutb-ud-din Mubarak Shah (Urdu قطب الدین مبارک شاہ) aus der Khalji-Dynastie war von 1316 bis zu seinem Tod im Jahr 1320 Herrscher über das Sultanat von Delhi im heutigen Indien.

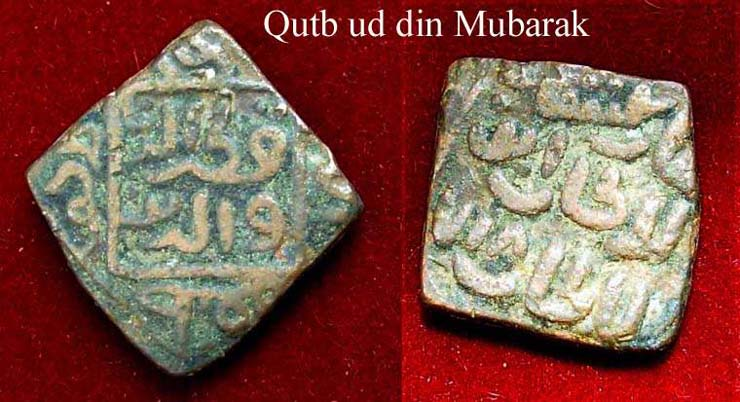
Münzprägung Mubarak Shahs

## Biografie
Mubarak Shah war der dritte Sohn von Ala ud-Din Khalji. Nach dem Tod seines Vaters usurpierte jedoch dessen langjähriger General Malik Kafur die Herrschaft über das Sultanat und setzte Shihab-ud-din Umar, den erst 5- oder 6-jährigen jüngeren Bruder Mubarak Shahs, als Herrscher ein. Beide verstarben jedoch noch im Frühjahr 1316 und so war der Weg frei für den erst 17- oder 18-jährigen Mubarak Shah. Dieser besetzte die Verwaltung des Reiches mit neuen Personen aus seinem Umfeld, darunter auch einen zum Islam bekehrten Hindu-Sklaven mit Namen Hassan, der später unter dem Namen Khusrau Khan sein Militärführer und letztlich auch sein Mörder werden sollte. Mit der Annahme des Titels Khalifatullah betrachtete er sich als Stellvertreter Allahs.
Während seiner Regierungszeit verwirklichte er zahlreiche Reformen – so begnadigte er tausende von Offizieren, die unter seinem Vater verhaftet worden waren; darüber hinaus schaffte er einige willkürliche Steuern ab und erhöhte die Löhne und Gehälter der Diener und Beamtenschaft sowie der Rechts- und Korangelehrten (ʿulamā').
Militärisch unterwarf seine Armee die wohlhabende Region Gujarat; persönlich unternahm er im Jahr 1317 einen siegreichen Feldzug gegen das von Devagiri aus regierende Reich der Yadavas auf dem Dekkan, welches annektiert wurde und zu bestehen aufhörte. Ein Jahr später (1318) wandte sich seine Armee unter der Führung von Khusrau Khan gegen die tributpflichtige aber unbotmäßige, von Warangal aus herrschende Kakatiya-Dynastie, deren Herrscher Prataparudra für die Beendigung der Belagerung der Stadt ein hohes Lösegeld bezahlte und versprach, künftig alle auferlegten Tribute zu entrichten.
Die Armeen Khusrau Khans und Mubarak Shahs trafen sich auf dem Rückweg nach Delhi, wo Khusrau Khan seinen Herrscher ermorden ließ, sich wieder zum Hinduismus bekannte und kurzzeitig von Juli bis September 1320 die Sultanswürde an sich riss. Dies war das Ende der Khalji-Dynastie; kurz darauf begann die Herrschaft der Tughluq-Dynastie.